# Sant'Angelo Lomellina
Sant'Angelo Lomellina est une commune de la province de Pavie, dans la région Lombardie, en Italie.

## Administration
| Période                                  | Période  | Identité   | Étiquette    | Qualité |
| ---------------------------------------- | -------- | ---------- | ------------ | ------- |
| 30 mai 2006                              | En cours | Romeo Zone | Lista Civica |         |
| Les données manquantes sont à compléter. |          |            |              |         |

### Communes limitrophes
Castello d'Agogna, Castelnovetto, Ceretto Lomellina, Cozzo, Zeme.

### Évolution démographique
Habitants recensés